# 다리야 스트로코우스
다리야 블라디미로브나 스트로코우스(러시아어: Да́рья Влади́мировна Строкоус, 1990년 9월 25일 ~ )는 러시아의 모델, 배우이다.